# Château de Briacé
Pour les articles homonymes, voir Briacé.
Le Château de Briacé est un château situé à Saumur, en France.

## Localisation
Le château est situé dans le département français de Maine-et-Loire, sur la commune de Saumur.

## Historique
Les façades et toitures ainsi que la cour d'honneur sont inscrits au titre des monuments historiques par arrêté du 21 mai 1969 